# Conflict
Conflict (tiếng Nga: Конфликт, có thể dịch là Xung đột) là một bộ phim hoạt hình của nền điện ảnh Liên Xô.

## Đội ngũ sản xuất
- Đạo diễn, biên kịch: Garri Bardin
- Thiết kết mĩ thuật: N.Titov
- Chỉ đạo sản xuất: S.Khlebnikov
- Tác giả: Sergey Anashkin
- Âm thanh: Vladimir Kutuzov
- Biên tập: N.Treshcheva, T.Paporova
- Họa sĩ: N.Dabizha, Irina Sobinov-Kassil, S.Kositsyn, A.Solovyov
- Đồ họa: N.Grinberg, A.Gorbachev, V.Ladygin, V.Grishin, M.Koltunov
- Giám đốc sản xuất: G.Khmara

Ngoài ra, trong phim sử dụng âm nhạc của nhà soạn nhạc Alessandro Marcello (Trích từ Adagio (Concerto cho Oboa và Strings trong D vị thành niên)

## Giải thưởng
- Giải thưởng dành cho phim tài liệu và phim ngắn tại Liên hoan phim Bilbao (Tây Ban Nha) năm 1983
- Giải thưởng tại Liên hoan phim Tampere (Phần Lan) năm 1983